# Paleovia
Paleovia – wymarły rodzaj karaczanów z rodziny Caloblattinidae. Obejmuje tylko jeden opisany gatunek, P. praecarnia. Żył w jurze na terenie obecnej Azji Środkowej.

## Taksonomia
Rodzaj i gatunek typowy opisane zostały po raz pierwszy w 2008 roku przez Petera Vršanskiego na łamach Zootaxa. Opisu dokonano na podstawie skamieniałości znalezionych w Formacji Karabastau na stanowisku Karatau-Michajłowka we wsi Ałlije w obwodzie turkiestańskim na południu Kazachstanu. Datuje się ją na kelowej, oksford lub kimeryd w jurze.

## Morfologia
Karaczan o jednolicie ciemnym ubarwieniu, o głowie prognatycznej, długiej i wąskiej, długości około 3,7 mm oraz szerokości około 2,3 mm. Oprócz długich i wąskich oczu złożonych występowały trzy małe przyoczka rozmieszczone na planie trójkąta równobocznego. Nitkowate czułki zbudowane były z krótkich członów i osadzone w dość małych panewkach. Aparat gębowy miał wąski nadustek i głaszczki wargowe o długości około 4 mm zwieńczone bardzo krótkim członem szczytowym. Przedplecze było zaokrąglone. Przednie skrzydło miało ponad 20 mm długości, regularnie rozgałęzioną na trzy lub cztery odnogi żyłkę subkostalną, wypuszczającą 14 sięgających krawędzi skrzydła i w większości niezmodyfikowanych odgałęzień żyłkę radialną, dającą 6 długich i prostych odgałęzień żyłkę medialną oraz rozbudowaną żyłkę kubitalną przednią. Odnóża były przysadziste, zaopatrzone w silne i długie ostrogi.

## Paleoekologia
W osadach formacji Karabastau karaczany są stosunkowo licznie reprezentowane. Znane są z niej również należące do tej samej rodziny Srdiecko i Decoposita, należące do Liberiblattinidae Hydrokhoohydra, Kazachiblattina i Liberiblattina oraz Falcatusiblatta z rodziny Raphidiomimidae i Skok z rodziny Skokidae. Z tej samej lokalizacji co Paleovia znane są także skamieniałości wielu innych owadów, m.in.: Archizygoptera z rodzaju Protomyrmeleon, ważek z rodzajów Aktassia, Asiopteron, Auliella, Cymatophlebiella, Erichschmidtia, Euthemis, Hypsomelana, Juraheterophlebia, Juragomphus, Kazachophlebia, Kazakhophlebiella, Melanohypsa, Oreopteron, Paracymatophlebia, Stenophlebia, Turanopteron i Walleria, widelnic z rodzajów Karanemoura i Perlariopsis, skorków z rodzajów Archidermapteron, Asiodiplatys, Dermapteron, Protodiplatys, Semenovioloides i Turanoderma, straszyków z rodzajów Jurophasma i Phasmomimoides, prostoskrzydłych z rodzajów Aboilus, Karataogryllus, Panorpidium, Paracyrtophyllites i Probaisselcana, świerszczokaraczanów z rodzaju Blattogryllus, wciornastków z rodzaju Liassothrips, Lophionuerida z rodzajów Karataocypha i Zoropsocus, gryzków z rodzaju Paramesopsocus, pluskwiaków z rodzajów Aphidulum, Archaecorixa, Carpenterella, Gracilinervia, Heleonaucoris, Juraphis, Juleyrodes, Karatavopsyllidium, Liadopsylla, Malmopsylla, Monstrocoreus, Nectonaucoris, Neopsylloides, Poljanka, Scaphocoris i Scutellifer, chrząszczy z rodzajów Abscondus, Abolescus, Acheonus, Ampliceps, Anacapitis, Anaglyphites, Antemnacrassa, Archaeorrhynchus, Archodromus, Astenorrhinus, Belonotaris, Carabilarva, Catinius, Charonoscapha, Codemus, Cordorabus, Desmatus, Distenorrhinus, Eccoptarthrus, Exedia, Globoides, Hypnomorphus, Hypnomorphoides, Idiomorphus, Juralithinus, Karanthribus, Karatausia, Karatoma, Lapidostenus, Litholacon, Lithomerus, Lithoptychus, Lithosomus, Mesocupes, Megabrenthorrhinus, Mesogyrus, Mesotachinus, Mesoxyletus, Metabuprestium, Necromera, Negastrioides, Notocupes, Ochtebiites, Omma, Oxycorynoides, Ovrabites, Paleodytes, Parandrexis, Paragrypnites, Parahypnomorphus, Paraspercheus, Parathyrea, Platyelater, Porrhodromus, Probelus, Protocardiophorus, Protorabus, Protoscelis, Psacodromeus, Pseudocardiophorites, Ranis, Tersoides, Tersus, Tetraphalerus, Tunicopterus, Xyphosternum i Zygadenia, sieciarek z rodzajów Arbusella, Aristenymphes, Berothone, Jurosmylus, Kalligramma, Kalligrammina, Karaosmylus, Kolbasinella, Krokhathone, Meioneurites, Mesithone, Mesonymphes, Mesypochrysa, Microsmylus, Ovalofemora, Pronymphites, Sinosmylites, błonkówek z rodzajów Arthrogaster, Asiephialtites, Aulacogastrinus, Auliserphus, Bethylonymus, Bethylonymellus, Brachycleistogaster, Brachysyntexis, Campturoserphus, Cleistogaster, Kulbastavia, Karataoserphinus, Karataus, Karataviola, Leptocleistogaster, Leptephialtites, Megura, Mesaulacinus, Mesoserphus, Microcleistogaster, Microryssus, Oxyuroserphus, Parachexylea, Parapamphilius, Praeaulacus, Scoliuroserphus, Stephanogaster, Strophandria, Symphytopterus, Trigonalopterus i Urosyntexis, chruścików z rodzajów Karataulius i Necrotaulius, motyli z rodzajów Auliepterix, Karataunia i Protolepis, muchówek z rodzajów Archinemestrius, Archirhyphus, Archizelmira, Calosargus, Eoptychopterina, Eucorethrina, Homalocnemimus, Karatina, Kerosargus, Mesosolva, Parvisargus, Polyanka, Praemacrochile, Procramptonomyia, Proptychopterina, Protonemestrius, Protorhagio, Rhagionemestrius, Rhagionempis, Tanyochoreta, Tega, Zherikhinina oraz wojsiłek z rodzajów Gigaphlebia, Orobittacus, Orthobittacus, Orthophlebia, Prohylobittacus i Scharabittacus.